# Modelowanie gruboziarniste
Modelowanie gruboziarniste – metoda modelowania molekularnego, w której stosuje się modele gruboziarniste, czyli takie, gdzie grupa atomów reprezentowana jest przez pojedyncze centrum oddziaływań zwane pseudoatomem lub zjednoczonym atomem. Metoda ta pozwala na uproszczenie wielu zależności występujących w układach biologiczno-chemicznych oraz ograniczenie liczby stopni swobody układu, co jednocześnie zmniejsza ilość oraz czas obliczeń potrzebnych w symulacji. Takie metody są szczególnie przydatne do modelowania układów o wysokim stopniu złożoności. Wykorzystywane są w symulacjach biomolekuł takich jak białka, kwasy nukleinowe, błony lipidowe, węglowodany lub woda. Modelowanie gruboziarniste jest często używane jako etap modelowania wieloskalowego. Po symulacji gruboziarnistej następuje symulacja pełnoatomowa. Pozwala to na skrócenie czasu symulacji oraz umożliwia modelowanie dużych układów.

## Modele gruboziarniste białek
Modele gruboziarniste wykorzystywane są do przewidywania struktury białek, badania mechanizmów ich zwijania oraz ich oddziaływań z innymi białkami, ligandami lub peptydami. Znane są modele gruboziarniste o różnym poziomie zredukowania. W tych najmniej zredukowanych łańcuch białkowy jest reprezentowany tylko przez atomy ciężkie (struktura białka pozbawiona jest protonów). W bardziej zredukowanych stosuje się atomy zjednoczone, które mogą uśredniać i zastępować kilka atomów w łańcuchu bocznym albo nawet całą resztę aminokwasową. Aby móc modelować układy złożone z pseudoatomów, konieczne jest zastosowanie odpowiedniego pola siłowego. Pole siłowe definiuje, jak pseudoatomy różnych typów oddziałują między sobą.
Pierwszy model, który wykorzystywał pojęcie modelu gruboziarnistego, został opublikowany w 1975 roku przez Levitta i Warshela.
Przykłady modeli gruboziarnistych białek:
- model Levitta i Warshela 1975[7]
- SICHO (SIde CHain Only) 1998[8]
- Rosetta centroid mode 2004[9]
- CABS (C-Alpha, Beta and Side chain) 2004[10]
- UNRES (UNited RESidues) 2014[11]

- SURPASS (Single United Residue per Pre-Averaged Secondary Structure fragment) 2017[12]

## Modele gruboziarniste kwasów nukleinowych
Modele gruboziarniste stosuje się również do przewidywania struktury i dynamiki kwasów nukleinowych. Modele te różnią się, w zależności od wykorzystania, ilością ziaren użytych do reprezentacji jednego nukleotydu (od 1 do 7 ziaren) oraz uwzględnionymi w modelu oddziaływaniami.
Przykłady modeli gruboziarnistych kwasów nukleinowych:
- DMD (Discrete Molecular Dynamics) 2008[14]
- Vfold 2009[15]
- NAST (The Nucleic Acid Simulation Tool) 2009[16]

- ENMs (Elastic Network Models) 2013[17]
- oxRNA 2014[18]
- MARTINI(inne języki) 2015[19]
- SimRNA 2016[20]

- SPQR 2017[21]